# Пьер-Сен-Мартен
Пьер-Сен-Марте́н (фр. Gouffre de la Pierre-Saint-Martin) — пещера в Атлантических Пиренеях, на границе Франции и Испании (7 входов на французской территории и 4 на испанской). Пещера в своё время была глубочайшей в мире (1953—1954 и 1966—1979 годы). На сегодня её глубина 1408 м при суммарной протяжённости ходов свыше 80 км.

## История исследований
Массив изучали Эжен Фурнье и Эдуард Мартель, но известность он получил, когда в 1950 году Жорж Лепинё (Lépineux) открыл пропасть, позже названную его именем — первый из входов в систему Пьер-Сен-Мартен.
В 1951 году в пропасть глубиной 320 м (глубочайший в мире колодец на тот момент) спустились Жорж Лепинё, Марсель Лубан, Гарун Тазиев под руководством бельгийского физика Макса Козинса.
В 1952 году проводится масштабная экспедиция, но в самом её начале из-за неполадок с лебёдкой, установленной у входа для подъёма участников, во входном колодце пещеры разбивается Марсель Лубан. Его тело было захоронено на дне пропасти и извлечено лишь два года спустя.
В 1953 году спелеологи из Лиона открывают огромный зал Верна (salle de la Verna; 255×245×180 м³), крупнейший на момент открытия в мире. Достигнута глубина −734 м Пещера становится глубочайшей в мире, но уже через год этот титул на много лет перехватит пропасть Гуфр-Берже.
В 1954 году Бидеган, Кастере, Лабери, Лепине, Маери, Мауэр открывают туннель Ветра (tunnel du Vent), в котором ветер дует со скоростью до 40 км/ч.
Компания EDF в 1955—1956 годах пробивает километровый тоннель до зала Верна, для того чтобы перехватить подземную реку для нужд выработки электроэнергии. Проект был заброшен и забыт на многие годы.
В 1962 году испанские спелеологи (руководитель Хуан Сан Мартин) совершают сложное техническое восхождение в зале Верна и открывают продолжение, достигнув глубины −845 м. Следом за испанцами английские спелеологи преодолевают километровый рубеж глубины (−1006 м).
В 1966 году была учреждена международная ассоциация (l’Association pour la recherche spéléologique internationale de la Pierre Saint-Martin) для координации исследований массива Пьер-Сен-Мартен. В том же году после соединения с пещерой Gouffre de la Tête Sauvage Пьер-Сен-Мартен вновь становится глубочайшей пещерной системой мира (−1171 м).
К 1973 году после присоединения целой серии пещер с более высокорасположенными входами (M-3, M-13, SC-3) глубина системы достигает −1332 м.
В 1979 году пещера Пьер-Сен-Мартен уступает первенство по глубине французской пещере Жан-Бернар, набравшей глубину −1358 м.
В 1982 году глубина Пьер-Сен-Мартен увеличивается до −1342 м.
В 2006 году реанимирован проект ГЭС, пришлось пробить новый тоннель длиной 600 м, поскольку старый был выполнен с ошибками. Проект был передан компании SHEM (Société Hydro Électrique du Midi), бывший филиал SNCF. Водозабор на этот раз был организован выше зала Верна. Гидроэлектростанция мощностью 4 МВт вступила в строй 4 апреля 2008 года.
6 августа 2008 года пещера Gouffre des Partages (M.413) соединилась с Пьер-Сен-Мартен, глубина системы составила 1410 м при длине 80200 м.

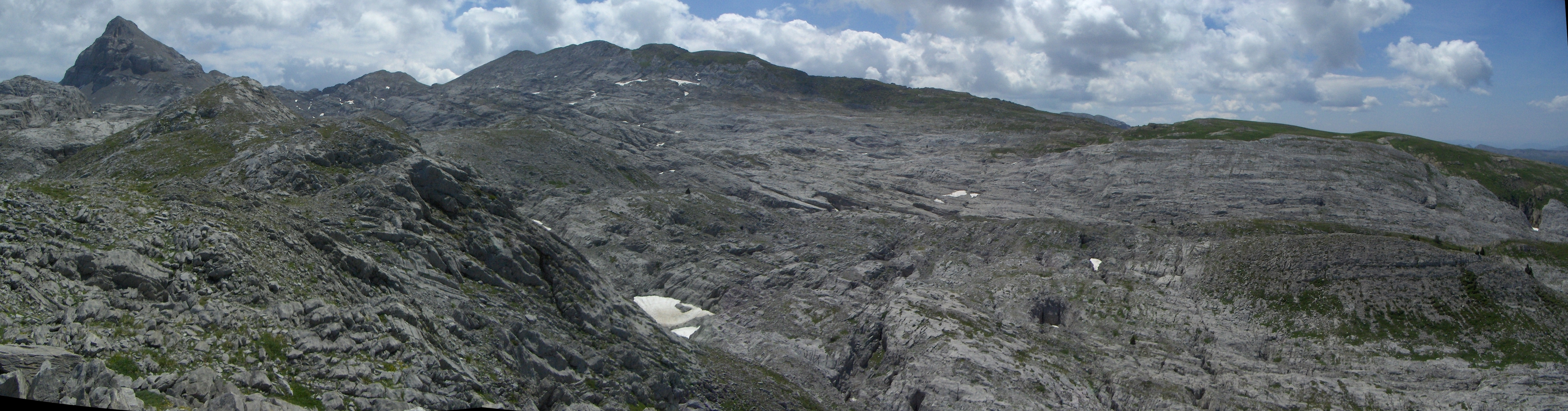
Карстовый массив Пьер Сен-Мартен близ вершины Пик Ани.